# Itasuchus
Itasuchus es un género extinto de crocodilomorfo del Cretácico Superior de Brasil. Los fósiles de la especie tipo I. jesuinoi, descritos originalmente en 1955 por Llewellyn Ivor Price, han sido hallados en la Formación Marília (edad del Maastrichtiense) en Uberaba, Brasil.
Es conocido a partir de un cráneo de 370 milímetros de largo, lo que sugiere una longitud total de cerca de 3 metros.